# Maciej Śliwa
Maciej Śliwa (ur. 22 maja 2001 w Starachowicach) – polski piłkarz grający na pozycji ofensywnego pomocnika lub prawoskrzydłowego w polskim klubie Sokół Kleczew. Młodzieżowy reprezentant Polski.

## Kariera klubowa

### Wisła Kraków
Jest wychowankiem dwóch klubów ze Starachowic: Sokół i Juventa. Przez rok trenował w juniorskiej Wiśle Kraków. W 2018 roku dołączył do seniorskiej drużyny Wisły. Zadebiutował w 20. kolejce 2018/19 w meczu z Lechem Poznań. Zagrał 4 minuty.

### Miedź Legnica
Przed sezonem 2019/2020 przeszedł do Miedzi Legnica.

### ŁKS Łódź
22 lutego 2023 podpisał dwuipółletni kontrakt z Łódzkim Klubem Sportowym.

## Statystyki kariery

### Klubowe
(aktualne na dzień 11 listopada 2023)
| Klub               | Sezon              | Liga               | Liga  | Liga   | Puchar kraju | Puchar kraju | Europa | Europa | Suma  | Suma   |
| Klub               | Sezon              | Liga               | Mecze | Bramki | Mecze        | Bramki       | Mecze  | Bramki | Mecze | Bramki |
| ------------------ | ------------------ | ------------------ | ----- | ------ | ------------ | ------------ | ------ | ------ | ----- | ------ |
| Wisła Kraków       | 2018/19            | Ekstraklasa        | 5     | 1      | 0            | 0            | —      | —      | 5     | 1      |
| Miedź Legnica      | 2019/20            | I liga             | 24    | 2      | 4            | 0            | —      | —      | 28    | 2      |
| Miedź Legnica      | 2020/21            | I liga             | 21    | 0      | 1            | 0            | —      | —      | 22    | 0      |
| Miedź Legnica      | 2021/22            | I liga             | 32    | 5      | 1            | 0            | —      | —      | 33    | 6      |
| Miedź Legnica      | 2022/23            | Ekstraklasa        | 8     | 1      | 1            | 0            | —      | —      | 5     | 1      |
| Miedź Legnica      | Łącznie            | Łącznie            | 85    | 8      | 7            | 1            | 0      | 0      | 92    | 9      |
| ŁKS                | 2022/23            | I liga             | 12    | 1      | —            | —            | —      | —      | 12    | 1      |
| ŁKS                | 2023/24            | Ekstraklasa        | 12    | 0      | 1            | 0            | —      | —      | 13    | 0      |
| ŁKS                | Łącznie            | Łącznie            | 24    | 1      | 1            | 0            | 0      | 0      | 25    | 1      |
| Łącznie w karierze | Łącznie w karierze | Łącznie w karierze | 114   | 10     | 8            | 1            | 0      | 0      | 122   | 11     |